# 颱風達維 (2017年)
颱風達維（英語：Typhoon Damrey，國際編號：1723，聯合颱風警報中心：WP282017，中國大陸以及港澳地區譯名：達維，菲律賓大氣地球物理和天文服務管理局：Ramil）是2017年太平洋颱風季第23個被命名的熱帶氣旋。「達維」一名由柬埔寨提供，意思為大象，是目前陸地上最大的哺乳動物。
達維是一個深秋熱帶氣旋，於菲律賓中部海域發展並直指越南，原先預期它最高只達強烈熱帶風暴上限強度，但隨後突然急劇增強為一個成熟的颱風，距離它獲命名不足一日；不過登陸越南後又受到地型影響而急速減弱，按照中國國家氣象中心的說法，達維在半日內從颱風減弱為熱帶低氣壓，但仍為越南帶來嚴重損失和災情。
由於風暴命名表已經用完第四次，故本風暴命名是由2000年亞洲國家提供熱帶氣旋名單表第一列第一欄重新再度使用，「達維」這個命名已經使用3次分別為2000年、2005年、2012年，本次為第4次使用。

## 發展過程
達維是2017年太平洋颱風季第二十三個被命名的熱帶氣旋，聯合颱風警報中心給其編號為熱帶低氣壓28W。 10月31日上午，聯合颱風警報中心及日本氣象廳分別將它升為熱帶低氣壓。同日，下午3時，日本氣象廳發佈烈風警報。11月2日，日本氣象廳將其升格為熱帶風暴，並命為達維。
11月2日晚上各部門都將達維升格為強烈熱帶風暴。11月3日正午各部門將達維升格為颱風，同日晚間，韓國氣象廳把達維升格為強颱風。11月4日上午，達維登陸越南慶和省萬寧縣。因為達維登陸後受地形磨擦影響，強度開始逐漸減弱。臺灣中央氣象局在下午2時把達維降格為輕度颱風。香港天文台亦於同時把達維降格為強烈熱帶風暴，於下午5時把其降格為熱帶風暴，更於下午8時把其降格為熱帶低氣壓。中國氣象局於當晚11時對達維停止編號。11月5日凌晨2時，香港天文台把達維降格為低壓區，之後便宣告消散。

## 影響
達維於11月4日吹襲越南，截至11月9日為止造成91人死亡，23人失蹤，超過12萬棟房屋和25萬公頃農田受損。

## 熱帶氣旋警告使用紀錄

### 菲律賓
| 菲律賓大氣地球物理和天文服務管理局 風暴信號 | 菲律賓大氣地球物理和天文服務管理局 風暴信號 | 菲律賓大氣地球物理和天文服務管理局 風暴信號 |
| ------------------------------------------- | ------------------------------------------- | ------------------------------------------- |
| 上一熱帶氣旋                                | 一號風暴信號                                | 下一熱帶氣旋                                |
| 颱風卡努                                    | 一號風暴信號                                | 熱帶風暴海葵                                |

### 中國大陸
| 国家气象中心 颱風預警信號 | 国家气象中心 颱風預警信號 | 国家气象中心 颱風預警信號 |
| ------------------------- | ------------------------- | ------------------------- |
| 上一熱帶氣旋              | 颱風藍色預警信號          | 下一熱帶氣旋              |
| 強颱風卡努 超強颱風蘭恩   | 颱風藍色預警信號          | 熱帶風暴海葵              |

## 外部連結
| 太平洋颱風季             |
| 主題頁 - 專題 - 編輯指南 |

- （英文）颱風2000：各氣象部門對達維的預測路徑集合 （页面存档备份，存于）
- （英文）美國太空總署：相關資料 （页面存档备份，存于）
- （日語）日本氣象廳：數位颱風網資料（日文版 （页面存档备份，存于）、英文版 （页面存档备份，存于））、1723最佳路徑數據（日文版 （页面存档备份，存于）、英文版 （页面存档备份，存于））、2017年熱帶氣旋最佳路徑圖（日文版 （页面存档备份，存于）、英文版 （页面存档备份，存于））、2017年熱帶氣旋最佳路徑數據 （页面存档备份，存于） （页面存档备份，存于）
- （英文）美國聯合颱風警報中心：28W最佳路徑數據 （页面存档备份，存于）、最佳路徑圖 （页面存档备份，存于） （页面存档备份，存于）
- （英文）美國海軍研究實驗室：28W檔案 （页面存档备份，存于）
- （繁體中文）臺灣交通部中央氣象局：颱風資料庫——
- （繁體中文）香港天文台：2017年熱帶氣旋概述（10月 （页面存档备份，存于）、11月 （页面存档备份，存于））、實時天氣稿（10月31日 （页面存档备份，存于）－11月1日 （页面存档备份，存于）－2日 （页面存档备份，存于）－3日 （页面存档备份，存于）－4日 （页面存档备份，存于）－5日）
- （英文）菲律賓大氣地球物理和天文管理局：熱帶氣旋發佈存檔 （页面存档备份，存于） （页面存档备份，存于）